# Academia das Ciências de Portugal
A Academia de Ciências de Portugal (1907 — 1925) foi uma instituição académica criada por iniciativa de um grupo de intelectuais republicanos, encabeçado por Teófilo Braga, que se sentiam excluídos da então Academia Real das Ciências de Lisboa. Fundada em 1907, iniciou as suas atividades a 22 de abril de 1908, mas só viu os seus estatutos oficialmente reconhecidos a 27 de outubro de 1910, algumas semanas após a implantação da República Portuguesa.
Inicialmente criada com intuitos meramente académicos, visando o fomento da ciência e a divulgação científica, após o seu reconhecimento oficial assumiu-se como órgão consultivo dos governos da Primeira República Portuguesa. Seguindo a tradição das academias, organizava-se por secções temáticas e elegia como sócios personalidades com provas dadas na investigação científica e no desenvolvimento tecnológico, sendo presidida por alguns dos mais representativos intelectuais portugueses do tempo que ideologicamente se aproximavam da causa republicana. Entre os seus presidentes conta-se Teófilo Braga e António Cabreira.
Entrou em decadência com a paulatina republicanização da Academia das Ciências de Lisboa, que passou também a ser dominada por adeptos do republicanismo, e em 27 de março de 1925, alterou a sua denominação para Instituto de Portugal. Desapareceu no período da Ditadura Nacional que se seguiu ao Golpe de 28 de Maio de 1926.